# RTL 5
RTL 5 est une chaîne de télévision généraliste commerciale privée luxembourgeoise à diffusion internationale émettant en direction des téléspectateurs néerlandais.

## Histoire de la chaîne
RTL 4 S.A. lance RTL V le 2 octobre 1993, quatre ans jour pour jour après la naissance de RTL 4. Diffusée par le satellite Astra 1C depuis le Luxembourg, la chaîne se consacre principalement au sport.
En juin 2005, RTL Nederland décide de remplacer sa chaîne de télévision Yorin par RTL 7 et de migrer les programmes de cette dernière sur RTL 5, RTL 7 récupérant alors les programmes de RTL 5. RTL 5 a donc complètement été reformatée depuis le 12 août 2005.

### Identité visuelle (logo)

Logo de RTL 5 de 1994 à 1997
Logo de RTL 5 de 1999 à 2004
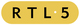
Logo de RTL5 de 2004 à 2005
Logo de RTL 5 du 12 août 2005 au 26 août 2012
Logo de RTL 5 du 27 août 2012 au 30 août 2017
Logo de RTL 5 du 30 août 2017 au 1er mai 2023

## Organisation

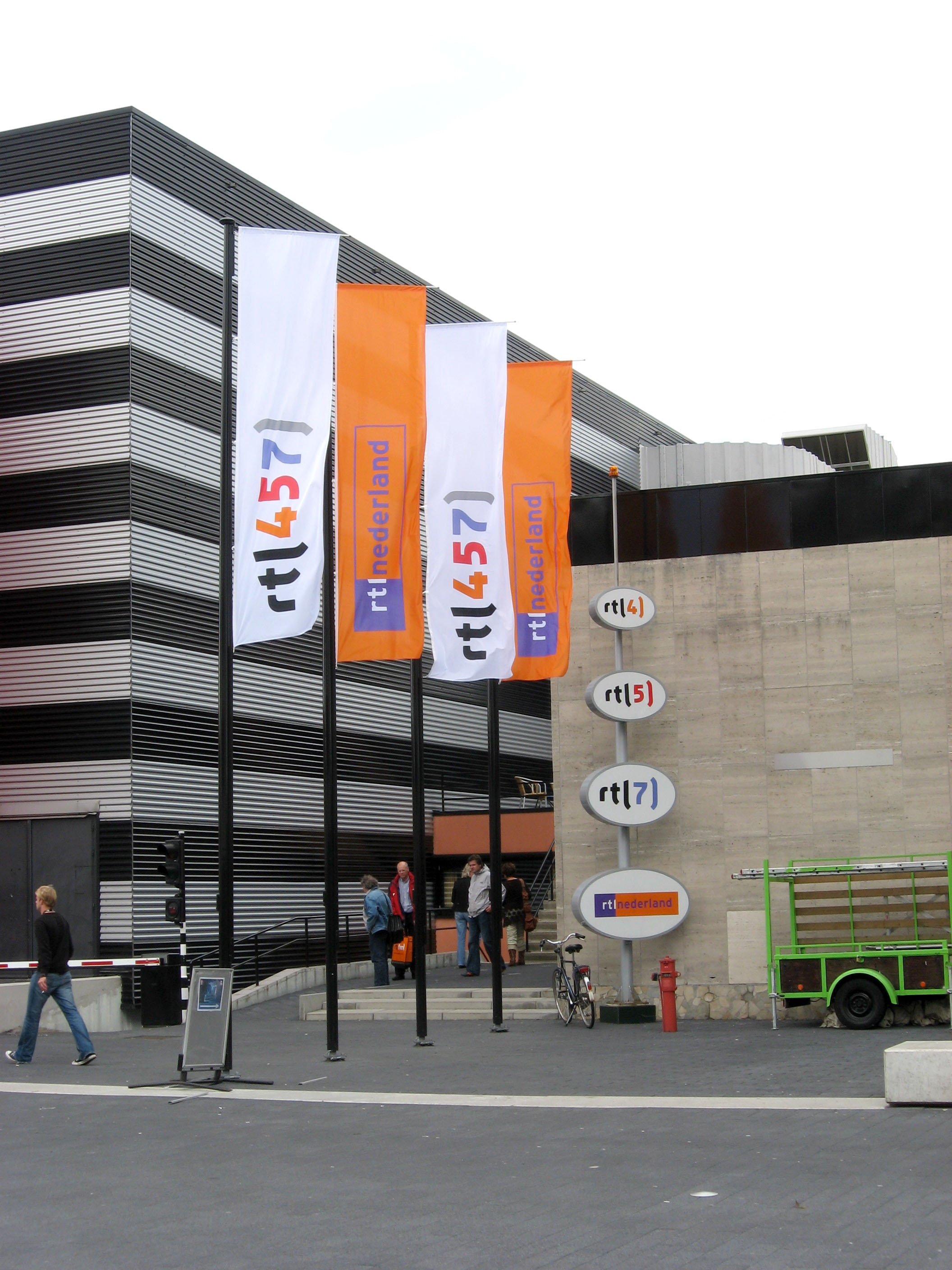
Siège de RTL Nederland au Media Park d'Hilversum

### Dirigeants
Présidents :
- Freddy Thyes : 02/10/1993 - 1994
- Henri Roemer : 1994 - 31/07/2003
- Fons van Westerloo : 01/08/2003 - 31/01/2008
- Bert Habets : 01/02/2008 - 01/07/2017
- Sven Sauve : 01/07/2017 -

Directeurs des programmes :
- Ellen Meijerse
- Matthias Scholten

### Capital
RTL 5 est éditée par RTL Nederland Holding BV, détenue à 100 % par CLT-UFA S.A., filiale à 99,7 % de RTL Group S.A.

### Siège
Le siège social de RTL 5 était situé à la Villa Louvigny à Luxembourg de 1993 à l'été 1996, date à laquelle les services de télévision de la Villa Louvigny déménagent vers le nouvel immeuble de la CLT baptisé KB2 et construit dans le quartier du Kirchberg au 45, boulevard Pierre Frieden à Luxembourg où se trouvent toujours le siège social et la régie finale de la chaîne, tout comme ceux des autres chaînes de RTL Nederland. Cette implantation permet à la chaîne d'émettre sous licence de diffusion luxembourgeoise et d'éviter ainsi un contrôle trop sévère par les autorités médias néerlandaises.
Le centre de production de programmes, RTL Nederland BV, est installé au Media Park au Sumatralaan 47 à Hilversum aux Pays-Bas.

## Programmes
Le programme de RTL 5 vise le public des 20-34 ans.
La nouvelle grille de programme, lancée le 12 août 2005, s'est axée sur la retransmission des matchs de football de la Première division, de talk show de fin de soirée comme Jensen!, de films récents à succès et des meilleures séries américaines du moment comme 24 heures chrono, Les Experts : Manhattan, Les Experts : Miami, Prison Break et Heroes.

## Diffusion
RTL 5 était diffusée sur le réseau hertzien UHF PAL canal 21 Nord de l'émetteur de Dudelange au Luxembourg avec débordements sur une partie des Pays-Bas de 1993 jusqu'au 3 avril 2006, ainsi que sur le satellite Astra 1C avec une partie des programmes cryptée en Luxcrypt (de 1993 à 1996) pour des questions de droits. Depuis le 4 avril 2006, RTL 5 est accessible en diffusion numérique terrestre au Luxembourg sur le canal UHF PAL 24 (498 MHz) de l'émetteur de Dudelange, ainsi que sur le câble néerlandais et luxembourgeois, le satellite Astra 3B à 23,5° Est (Canal Digitaal), Eutelsat 9B (Joyne) et la télévision par ADSL néerlandaise et luxembourgeoise.